# Intelligence Advanced Research Projects Activity
L’ Intelligence Advanced Research Projects Activity (IARPA) (l'activité pour les projets de recherche avancée en renseignement) est une organisation du Bureau du directeur du renseignement national chargée d'orienter la recherche vers les défis posés à la communauté du renseignement americain. 
L'IARPA définit sa mission par: « imaginer et diriger des recherches à fort risque et fort impact débouchant sur des technologies innovantes aux avantages futurs considérables pour le renseignement ».
L'IARPA finance des recherches universitaires et industrielles dans un large éventail de domaines techniques, notamment les mathématiques, l'informatique, la physique, la chimie, la biologie, les neurosciences, la linguistique, les sciences politiques et la psychologie cognitive. La plupart des recherches sont publiques. L'IARPA transfère les résultats positifs de ses recherches et de ses technologies à d'autres agences gouvernementales. Parmi les investissements notables de l'IARPA figurent l'informatique quantique, l'informatique supraconductrice, l'apprentissage machine, et des tournois de prévision.

## Histoire
En 1958, la première Agence des Projets de Recherche Avancée (ARPA) fut créée en réponse au lancement surprise de Spoutnik 1 par l'Union soviétique le 4 octobre 1957. Le modèle ARPA a été conçu pour anticiper de telles surprises technologiques. Comme le déclara le secrétaire à la Défense de l'époque, Neil McElroy: « Je veux une agence qui veille à ce qu'aucune chose importante ne soit négligée faute d'entrer dans la mission de quelqu'un ». Le modèle ARPA se caractérise par des objectifs techniques ambitieux, une recherche récompensée de manière compétitive par un personnel limité dans le temps, des tests et évaluations indépendants.
Autorisée par le directeur du renseignement national en 2006, l'IARPA a pris modèle sur la DARPA mais s'est concentrée sur les besoins en renseignement plutôt que sur les besoins militaires. L'agence regroupa: le Bureau des Technologies Disruptives de la NSA; l'Alliance Nationale des Technologies appartenant à l'Agence nationale de renseignement géospatial et c) le Centre d' innovation des Technologies de la CIA. L’IARPA commença à opérer le 1er octobre 2007 avec Lisa Porter en tant que directrice fondatrice. Son siège, un nouveau bâtiment situé sur M Square, le parc de recherche de l' Université du Maryland à Riverdale Park dans le Maryland, a été inauguré en avril 2009.
La recherche menée par l'IARPA en informatique quantique a été nommée « Percée de l'année » par le magazine Science en 2010,. En 2015, l'IARPA a été nommée pour diriger la recherche et développement dans le cadre de l'Initiative nationale en informatique stratégique. L'IARPA contribue à d'autres projets scientifiques et technologiques de la Maison Blanche, notamment la Brain initiative et le « grand défi pour l’informatique du futur » inspiré par la nanotechnologie,. En 2013, David Brooks, éditorialiste au New York Times, qualifia l'IARPA de « l'une des agences les plus créatives du gouvernement »[réf. nécessaire].

## Approche
L'IARPA investit dans des programmes de recherche pluriannuels, dans lesquels des équipes universitaires et industrielles se concurrencent pour résoudre des problèmes techniques bien définis, notés régulièrement selon un ensemble de métriques et de jalons. Chaque programme est dirigé par un chef de programme qui est un employé du gouvernement à durée déterminée. Les programmes de l'IARPA sont conçus pour permettre aux chercheurs de travailler sur des idées potentiellement disruptives.
La plupart des travaux sont non classifiées et publiées ouvertement. L'ancien directeur, Jason Matheny, a exposé les objectifs d'ouverture de l'agence consistant à faire appel aux compétences des milieux universitaires et de l'industrie, voire aux individus « susceptibles de travailler dans leur sous-sol à un projet de science des données et d'avoir une idée pour résoudre un problème important ».

## Champs de recherche
L'IARPA est connue pour ses programmes de financement de la recherche sur l'intelligence prédictive, utilisant la science des données dont les données open sources, pour faire des prévisions d'événements futurs (élections, épidémies, cyberattaques,,), non seulement par le biais de programmes de financement traditionnels, mais également via des tournois, et des prix. ACE est un exemple d'un tel programme,. D'autres projets impliquent l'analyse d'images ou de vidéos sans métadonnées, en analysant directement le contenu du média lui-même. Les exemples donnés par IARPA incluent la détermination de l'emplacement d'une image en analysant des caractéristiques telles que le placement d'arbres ou une ligne horizon en montagne. Un autre programme met l'accent sur le développement d'outils de reconnaissance vocale capables de transcrire des langages quelconques.
IARPA est également impliqué dans le calcul haute performance et les méthodes de calcul alternatives. En 2015, l'IARPA a été désignée comme l'une des deux agences de recherche et développement fondamentales de l' Initiative Nationale en informatique Stratégique, avec pour objectif spécifique « les futurs paradigmes informatiques offrant une alternative aux technologies informatiques standard à semi-conducteurs ». Un exemple est l'informatique supraconducteur cryogénique, qui cherche à utiliser des supraconducteurs tels que le niobium plutôt que des semi-conducteur pour réduire la consommation d'énergie des futurs supercalculateurs exaflopiques,.
Plusieurs programmes de l'IARPA traitent d'informatique quantique et de neurosciences. L'IARPA finance fortement la recherche en informatique quantique en raison de ses applications en cryptographie quantique; cette recherche a été nommée « Percée de l'année » par le magazine Science en 2010, et le physicien David Wineland remporta le prix Nobel de physique 2012 pour la recherche en informatique quantique financée par l'IARPA. Elle participe également aux efforts de calcul neuromorphique dans le cadre de la US Brain Initiative et du « Grand défi pour l'informatique du futur » de la National Nanotechnology Initiative. Le projet MICrONS effectue de l'ingénierie inverse d'un millimètre cube de tissu cérébral et utilise les informations de son étude pour améliorer l'apprentissage automatique et l'intelligence artificielle,.

## Programmes de recherche
Ci-dessous quelques-uns des programmes de recherche passés et actuels de l'IARPA.

### Recherche passée
Le programme d'estimation agrégative des contingents (ACE) avait pour objectif « d'améliorer considérablement la précision, la justesse et la pertinence des prévisions pour le renseignement sur un large éventail d'événements, grâce au développement de techniques avancées qui font ressortir, pondèrent et combinent les jugements de nombreux analystes ».
Le programme Athena était un programme de recherche en cybersécurité qui visait « à fournir un système d’alerte rapide pour détecter les précurseurs de cyberattaques ».
Le programme Babel a développé « une technologie de reconnaissance vocale agile et robuste pouvant être rapidement appliquée à n'importe quelle langue humaine afin de fournir une capacité de recherche efficace aux analystes qui traitent des quantités énormes de paroles enregistrées dans le monde ». Le programme essaie de développer un logiciel capable de retranscrire et de rechercher parmi toutes les langues ,.
Le programme BEST (Biometrics Exploitation Science & Technology) est axé sur « l'amélioration significative de l'état de la science pour les technologies biométriques ». Il s'agissait de découvrir des techniques d'utilisation de la biométrie dans un environnement moins contrôlé, pouvant produire un résultat similaire à celui obtenu dans un environnement contrôlé.

### Recherches en cours
La création d'environnements 3D à la réalité opérationnelle (CORE3D) a pour objectif de « développer des systèmes automatisés rapides pour modèles 3D, conçus avec des propriétés physiques complexes et des méthodes automatisée améliorant les images commerciales, satellitaires et aéroportées ».
Le programme Create (Programme d’expérience, d’argumentation, de réflexion et d’évaluation en crowdsourcing) vise à « développer et tester expérimentalement des systèmes qui utilisent le crowdsourcing et des techniques analytiques structurées pour améliorer le raisonnement analytique ». Il espère améliorer pour la communauté du renseignement la compréhension des preuves et les sources afin de produire des informations précises,.
DIVA (Deep Intermodal Video Analytics) a pour objectif de « faire progresser la perception visuelle artificielle et d'automatiser la surveillance vidéo ».
L'évaluation génomique fonctionnelle et computationnelle des menaces (Fun GCAT) vise à « développer des outils de données biologiques de nouvelle génération pour améliorer le criblage des séquences d'ADN, augmenter les capacités de biodéfense par la caractérisation des menaces et faire progresser notre compréhension des risques posés par des séquences inconnues ».
La compétition de prévision hybride (HFC) vise à « améliorer la précision de la prévision des problèmes géopolitiques mondiaux, y compris les élections politiques étrangères, les conflits entre États, les épidémies et les indicateurs économiques en exploitant les forces relatives des humains et des machines ».
La traduction automatique pour la recherche d'informations en anglais dans toutes les langues (Material) vise à « développer et déployer des systèmes entièrement automatiques qui permettront aux anglophones d'identifier avec précision et efficacement les documents d'intérêt en langue étrangère ».
L'analyseur moléculaire pour l'interrogation efficace, de faible puissance,en phase gazeuse (Maeglin) vise à « développer un système compact capable de procéder à un échantillonnage environnemental et à une identification chimique automatique avec un minimum de consommables (de préférence aucun) ».
Le programme Mosaic (mesure objective multimodale pour évaluer les individus en contexte) vise à développer « des mesures discrètes, passives et continue permettant de prédire la productivité au travail d'un individu ». Il conçoit et teste des capteurs capables de collecter des données sur la surveillance des performances de travail des employés.
L’analyse rapide de la nanoélectronique émergente (Raven) vise à « développer des outils permettant d’acquérir rapidement des images d'une puce de circuits intégrés, actuels et futurs ».

## Directeurs
- Steven Nixon (par intérim, 2007)[35]
- Tim Murphy (par intérim, 2007-2008)[35],[36]
- Lisa Porter (2008–2012)[36]
- Peter Highnam (2012-2015)[37]
- Jason Matheny (2015-2018)[38]
- Stacey Dixon (2018 – présent)[39]

## Voir également
- Agence de projets de recherche avancée de la défense (DARPA)
- Agence de projets de recherche avancée - Énergie (ARPA-E)